# Oakley, Inc.
Oakley es una empresa de origen estadounidense dedicada al diseño y fabricación de equipamiento deportivo, incluyendo gafas de sol, gafas de esquí/snowboard, relojes, ropa, mochilas, calzado, equipamiento táctico para el personal militar y civil, además de otros accesorios. La oficina principal está situada en Foothill Ranch, California, donde se diseñan la mayoría de los artículos, teniendo algunos países diseños exclusivos correspondientes a su mercado.
Oakley posee actualmente más de 600 patentes para gafas, materiales y equipo de rendimiento.

## Historia
Oakley comenzó en el garaje de James Jannard en 1975 con una inversión inicial de 300 dólares. El nombre de "Oakley" lo tomó de su perro, un Setter inglés llamado "Oakley Anne". Jannard comenzó comercializando lo que él llamó 'El Puño Oakley' en eventos de motocross, vendiéndolos en el maletero de su coche. Sus puños de motocicleta eran diferentes de los usados en la época, utilizando un material patentado para el que usó el nombre de 'Unobtainium', una creación única de Jannard. El material aún se usa para hacer fundas de patillas y puentes de nariz de las gafas Oakley. Oakley comenzó a producir placas de matrícula, guantes, puños, coderas, barbilla y gafas para BMX y motocross. 
"O-Frame" (1983)
La incursión de Oakley en gafas deportivas comenzó en 1980, cuando la compañía lanzó su primer modelo de gafas para motocicletas.
Apodada como "O-Frame", las gafas consistían en una lente cilíndrica arqueada que se convertiría en el sello distintivo de la marca.
"O-Frame" (1983)
A principios de 1980, "O-Frame" había rechazado la creación del diseño “Eyeshades” de Oakley, que, según el sitio web oficial de la compañía, transformaría las gafas de sol "de accesorio genérico a equipos vitales".
Patrocinio LeMond (1984)
El primer atleta profesional en ser patrocinado por Oakley fue el ciclista estadounidense Greg LeMond, tres veces ganador del Tour de Francia. LeMond comenzó a usar gafas de sol Oakley durante la competición de 1984. Desde entonces, Oakley ha patrocinado a una amplia variedad de atletas, sobre todo al ciclista estadounidense Lance Armstrong, quien tiene un contrato de por vida con la marca.
Más allá de las gafas
En los más de 30 años desde su fundación, Oakley ha crecido incluyendo ropa deportiva y calzado, maletas, relojes y equipamiento acolchado protector.
Las pruebas de impacto ANSI son el estándar de oro para las mediciones de seguridad. Todas las gafas Oakley son sometidas a estas pruebas para productos de uso industrial porque los atletas insisten en la protección contra impactos. De este modo, las gafas de esta marca están dotadas de resistencia a impactos contra objetos pesados a velocidades bajas y a impactos contra objetos ligeros a altas velocidades.
En cuanto a la tecnología hidrofóbica y oleofóbica, Oakley creó una barrera invisible que no se desprende con el sudor, la lluvia, las cremas solares, los aceites producido por la piel, la suciedad ni el polvo.
Las lentes son muy fáciles de limpiar y mantenerse limpias por más tiempo que las lentes normales, manteniendo el más alto nivel de claridad. La barrera resistente a las manchas también repele aceites producidos por la piel y otros contaminantes.
Las condiciones de luz cambian constantemente y el ojo humano no puede mantener el ritmo, por lo que se ve afectado. Para evitar esto y ofrecer una opción más para sus consumidores, Oakley se asoció con Transitions Optical Inc. para crear unas gafas que se oscurecen y aclaran de forma automática según las condiciones de luz presentes en el ambiente.
Por otro lado, Oakley tiene una importante participación en la industria militar, fabricando botas, gafas y accesorios para el campo de batalla.